# Laguna El Peral
La Laguna El Peral es un humedal situado en la comuna de El Tabo, Chile, considerado una reserva ecológica. Es Monumento Nacional en categoría de "Santuario de la Naturaleza", así dictado por el Ministerio de Educación, según decreto N.º 631, del 31 de julio de 1975. Es administrada por CONAF, a partir de 1983; cuando es cercada y se instalan guardaparques
Está ubicada entre los balnearios de Las Cruces y Playas Blancas. Es sitio de anidación de cisnes de cuello negro, huairavo, garza grande, garza boyera, gaviota cáhuil, tagua común, pidén y picurio, entre otras.

## Hidrografía
La laguna tiene en invierno una profundidad máxima de 4 metros, cuando es alimentada por un pequeño estero que se seca en verano. Su área total es de aproximadamente 16 hectáreas.

## Arqueología
En la década de 1980, se encontraron en la zona complejos funerarios a lo que se suman otros descubrimientos precerámicos, pero sin esqueletos de hombres, que se han hallado en Curaumilla, El Convento y Algarrobo norte, los que se dataron en alrededor de 1500 a 2000 años a. C., teniendo a la fecha unos 4.000. Se han encontrado conchales con cerámicas e instrumentos líticos.

## Aves
Hasta antes de 2012, llegaron a avistarse más de 106 especies de aves, 55 de ellas acuáticas.
- Pimpollo (Rollandia rolland)
- Blanquillo (Podiceps occipitalis)
- Huala (Podiceps major)
- Picurio (Podilymbus podiceps)
- Yeco (Phalacrocorax brasilianus)
- Huairavillo (Ixobrychus involucris)
- Garza cuca (Ardea cocoi)
- Garza grande (Casmerodius albus)
- Garza chica (Egretta thula)
- Garza boyera (Bubulcus ibis)
- Huairavo (Nycticorax nycticorax)
- Cuervo de pantano (Plegadis chihi)
- Bandurria (Theristicus melanopis)
- Cisne coscoroba (Coscoroba coscoroba)
- Cisne de cuello negro (Cygnus melanocorypha)
- Pato anteojillo (Anas specularis)
- Pato juarjual (Lophonetta specularioides)
- Pato jergón chico (Anas flavirostris)
- Pato real (Anas sibilatrix)
- Pato gargantillo (Anas bahamensis)
- Pato jergón grande (Anas georgica)
- Pato capuchino (Anas versicolor)
- Pato colorado (Anas cyanoptera)
- Pato cuchara (Anas platalea)
- Pato negro (Netta peposaca)
- Pato castaño (Netta erythrophthalma)
- Pato rana de pico delgado (Oxyura vittata)
- Pato rinconero (Heteronetta atricapilla)
- Jote de cabeza colorada (Cathartes aura)
- Bailarín (Elanus leucurus)
- Vari (Circus cinereus)
- Águila (Geranoaetus melanoleucus)
- Peuco (Parabuteo unicinctus)
- Aguilucho (Buteo polyosoma)
- Tiuque (Milvago chimango)
- Cernícalo (Falco sparverius)
- Codorniz (Callipepla californica)
- Pidén (Pardirallus sanguinolentus)
- Tagüita (Gallinula melanops)
- Tagua (Fulica armillata)
- Tagua chica (Fulica leucoptera)
- Tagua de frente roja (Fulica rufifrons)
- Queltehue (Vanellus chilensis)
- Chorlo de collar (Charadrius collaris)
- Chorlo semipalmado (Charadrius semipalmatus)
- Chorlo chileno (Charadrius modestus)
- Perrito (Himantopus melanurus)
- Becacina pintada (Rostratula semicollaris)
- Pitotoy grande (Tringa melanoleuca)
- Pitotoy Chico (Tringa flavipes)
- Zarapito (Numenius phaeopus)
- Playero blanco (Calidris alba)
- Playero de Baird (Calidris bairdii)
- Becacina (Gallinago paraguaiae)
- Pollito de mar rojizo (Phalaropus fulicaria)
- Gaviota garuma (Larus modestus)
- Gaviota dominicana (Larus dominicanus)
- Gaviota de Franklin (Larus pipixcan)
- Gaviota cáhuil (Larus maculipennis)
- Gaviotín ártico (Sterna paradisaea)
- Gaviotín piquerito (Sterna trudeaui)
- Tórtola (Zenaida auriculata)
- Lechuza (Tyto alba)
- Chuncho (Glaucidium nanum)
- Picaflor gigante (Patagona gigas)
- Picaflor (Sephanoides galeritus)
- Churrete acanelado (Cinclodes fuscus)
- Churrete (Cinclodes patagonicus)
- Tijeral (Leptasthenura aegithaloides)
- Canastero (Asthenes humicola)
- Trabajador (Phleocryptes melanops)
- Mero (Agriornis livida)
- Diucón (Xolmis pyrope)
- Dormilona tontita (Muscisaxicola macloviana)
- Dormilona chica (Muscisaxicola maculirostris)
- Colegial (Lessonia rufa)
- Run-run (Hymenops perspicillatus)
- Fío-fío (Elaenia albiceps)
- Pájaro amarillo (Pseudocolopteryx flaviventris)
- Siete-colores (Tachuris rubrigastra)
- Cachudito (Anairetes parulus)
- Viudita (Colorhamphus parvirostris)
- Rara (Phytotoma rara)
- Golondrina chilena (Tachycineta meyeni)
- Golondrina dorso negro (Pygochelidon cyanoleuca )
- Chercán (Troglodytes aedon)
- Zorzal (Turdus falcklandii)
- Tenca (Mimus thenca)
- Chirihue (Sicalis luteiventris)
- Chincol (Zonotrichia capensis)
- Trile (Agelaius thilius)
- Loica (Sturnella loyca)
- Mirlo (Molothrus bonariensis)
- Tordo (Curaeus curaeus)
- Cometocino patagónico (Phrygilus patagonicus)
- Yal (Phrygilus fruticeti)
- Diuca (Diuca diuca)
- Jilguero (Carduelis barbata)
- Gorrión (Passer domesticus)
- Perdiz chilena (Nothoprota perdicaria)
- Carpinterito  (Picoides lignarius)
- Pitio (Colaptes pitius)
- Bandurrilla (Upucerthia dumetaria)

## Mamíferos
- Coipo (Myocastor coypus)
- Quique (Galictis cuja) (ocasionalmente)
- Zorro chilla (Lycalopex griseus) (ocasionalmente)

## Contaminación y sequía
En octubre de 2012, la laguna fue severamente contaminada por una empresa contratista de Esval, con el vaciamiento de aguas servidas provenientes de pozos sépticos de cabañas aledañas; y también por vaciamientos de camiones limpiafosas, según indican vecinos del lugar. La contaminación del agua y del suelo provocó la proliferación de microorganismos anaeróbicos por la falta de oxígeno (dando un color rojizo al agua), lo que llevó a la muerte y migración de gran parte de las especies que habitaban el Santuario (a esto hay que sumar la falta de agua a causa de las pocas lluvias desde 2010). A comienzos de 2012, la laguna fue cerrada para el público.
Con el objetivo de mejorar la salud de la laguna; se comenzó un trabajo conjunto, donde participaron diversos organismos públicos y privados, además de las juntas de vecinos de Las Cruces y Playas Blancas. Se determinó como urgente, eliminar los focos de contaminación y controlar la población de ranas africanas (considerada dañina).
En marzo de 2016 la laguna estuvo a punto de desaparecer, tras la sequía y las altas temperaturas de los últimos 7 años. Sin embargo, gracias a las lluvias en abril de 2016; la laguna recuperó parte de su nivel normal de agua, y parte de su población de flora y fauna.